# Nykøbing Falster Kommune
Nykøbing Falster Kommune i Storstrøms Amt blev dannet ved kommunalreformen i 1970. Ved strukturreformen i 2007 indgik kommunen i Guldborgsund Kommune sammen med Nysted Kommune, Nørre Alslev Kommune, Sakskøbing Kommune, Stubbekøbing Kommune og Sydfalster Kommune.

## Tidligere kommuner
Nykøbing Falster havde været købstad, men det begreb mistede sin betydning ved reformen. 3 sognekommuner blev lagt sammen med Nykøbing Falster Købstad til Nykøbing Falster Kommune.
| Kommune                  | Folketal 1. januar 1970 | Byer                     |
| ------------------------ | ----------------------- | ------------------------ |
| Nykøbing Falster Købstad | 17.313                  | Nykøbing Falster         |
| Systofte                 | 723                     |                          |
| Tingsted                 | 2.449                   | Nordbyen og Tingsted     |
| Toreby                   | 4.641                   | Grænge, Sundby og Toreby |
| I alt                    | 25.126                  |                          |

Hertil kom fra Sydfalster Kommune Hasselø-området: et ejerlav og dele af to andre i Idestrup Sogn samt mange matrikler fra Væggerløse Sogn. Nykøbing Falster Kommune fik desuden 2 ejerlav med undtagelse af 4 matrikler fra Ønslev Sogn i Nørre Alslev Kommune. Derimod afgav Tingsted Sogn 1 matrikel til Nørre Alslev Kommune og 2 matrikler til Stubbekøbing Kommune. Systofte Sogn afgav 2 matrikler til Stubbekøbing Kommune.

## Sogne
Nykøbing Falster Kommune bestod af følgende sogne:
- Nykøbing Falster Sogn (Falsters Sønder Herred)
- Systofte Sogn (Falsters Sønder Herred)
- Tingsted Sogn (Falsters Nørre Herred)
- Toreby Sogn (Musse Herred)

## Borgmestre[3]
| Navn                 | Parti                                                                        | Periode           |
| -------------------- | ---------------------------------------------------------------------------- | ----------------- |
| Reinholdt Jørgensen  | Socialdemokratiet                                                            | (1954-) 1970-1973 |
| Børge Jørgensen      | Socialdemokratiet                                                            | 1973-1990         |
| Poul-Henrik Pedersen | Socialdemokratiet 1990-1997 Løsgænger 1997-1998 Guldborgsundlisten 1998-2006 | 1990-2006         |